# Всесвітній торговий центр
Всесвітній торговий центр (скор. ВТЦ, англ. World Trade Center) у Нижньому Мангеттені Нью-Йорку було збудовано за проєктом архітектора японського походження Мінору Ямасакі та офіційно відкрито 4 квітня 1973. 11 вересня 2001 року ВТЦ був зруйнований у результаті терористичного нападу. Комплекс складався з 7 будинків, серед яких архітектурною домінантою були дві вежі-близнюки, кожна по 110 поверхів (північна висотою 417 м, а враховуючи встановлені на даху антени — 526,3 м і південна висотою 415 м). Процес спорудження веж, кожна з яких майже з пів кілометра заввишки був досить складним і непередбачуваним. Проєкт, за яким зводили хмарочоси, по ходу будівництва доводилося багато разів корегувати. Відомо 11 проєктів веж-близнюків, та врешті-решт, збудували його за першим із них. Зміна проєктів змушувала будівельників руйнувати та перероблювати все заново. Це на довгий час затримало будівництво. Якийсь час після закінчення будівництва вежі були найвищими спорудами у світі (до цього найвищим будинком був Емпайр-Стейт-Білдінг, який після зруйнування ВТЦ знову став найвищим будинком Нью-Йорку).
Під час терористичного акту вежі-близнюки повністю обвалилися, ще один будинок комплексу (готель «Маріотт») було поховано під уламками першої вежі. Каркаси чотирьох інших будинків вистояли, але їх визнано непридатними для ремонту й згодом знесено.
3 листопада 2014 на місці колишнього Всесвітнього торгового центру офіційно було відкрито Всесвітній торговий центр 1.

## Історія будівництва Веж-близнюків
Щоб пробудити у свідомості американців гордість за свою країну і повернути народу США оптимізм і віру в майбутнє, був необхідний визначний проєкт — щось грандіозне, що б приголомшливо подіяло на розум і почуття мільйонів людей.

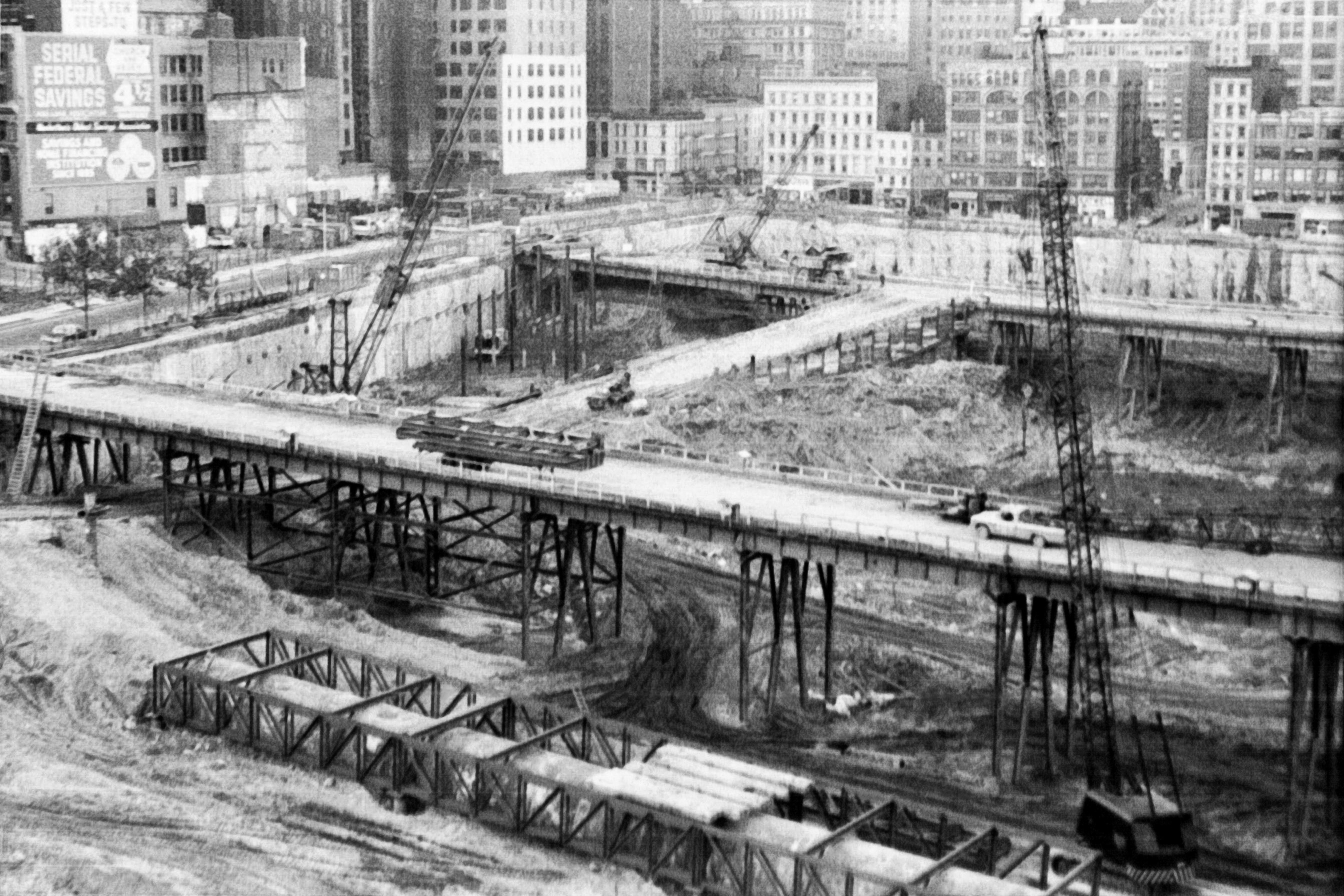
Будівництво споруди

Проєктів, здатних вразити уяву американського народу, було запропоновано чимало. Одним з архітекторів, які активно взялися до роботи, був Мінору Ямасакі (1912—1986 рр.) Він вигадав проєкт Всесвітнього торгового центру в 1962 році, в січні 1964 року архітектор на замовлення «Port Authority» створив креслення будівель. Трохи пізніше, в цьому ж році, Мінору Ямасакі представив на обговорення макет масштабом 1:130 натуральної величини, а вже через два роки (у серпні 1966 р.) потужні екскаватори почали копати котлован.
Першою проблемою, з якою зіткнулися інженери, було те, що на тому місці, де повинні були розташуватися Вежі-близнюки, підніжного каменю не виявилося. Замість цього там знайшли штучний, наносний ґрунт, який раніше «належав» річці Гудзон. Будівельники приходили у відчай: додаткові труднощі, додаткові витрати, додатковий бетон.
Наступною проблемою, яка спіткала їх, виявилися 164 великих і малих, вузьких і широких будівель, найчастіше кам'яних, які стояли на місці майбутнього Всесвітнього торгового центру і повинні були бути знесені. Ще однією перешкодою стала станція підземної залізниці у Нью-Джерсі, яка перевозить сотні тисяч мешканців міста. Тому, якби підземку просто закрили, Нью-Йорк і всі Сполучені Штати очікували неминучих економічних проблем.
Будівництво йшло швидко, навіть попри те, що під час роботи виникали труднощі з фінансуванням. Кожна вежа з Веж-близнюків була висотою у 110 поверхів. Фундамент конструкції пішов під землю на 23 м. На каркаси будівель було витрачено 200 тис. тонн сталевого прокату, а кабелі електричних мереж, загальною потужністю 80 тис. кіловат, простяглися на 3 тис. миль. Структура будівель була проста і розумна. Фасади виконані у вигляді каркасів зі сталі і монтуються на них модульних алюмінієвих секцій розмірами 3,5х10 м, виготовлених заводським способом штампування. Така конструкція сейсмостійка і здатна протистояти тиску вітру.

## Напади та атаки на Вежі-близнюки

### Пожежа 13 лютого 1975 року
13 лютого 1975 р. пролунали три сигнали пожежної тривоги на одинадцятому поверсі Північної Вежі. Вогонь поширився центральними порожніми трубами між дев'ятим і чотирнадцятим поверхами через загоряння телефонних кабелів в шахті, що розташовувалась вертикально між поверхами. Ті ділянки, куди вогонь потрапив через проводи, вдалося загасити майже відразу, з джерелом виникнення пожежі вдалося впоратися лише через кілька годин. Значних збитків було завдано одинадцятому поверху, де виникла пожежа в офісі, у якому було чимало паперу, рідини для друкарських машин та інших офісних приладів. Протипожежна обробка металу проти плавлення врятувала остов, і вежа сильно не пошкодилась. На другому місці за збитковістю виявились нижні поверхи, які були зруйновані не стільки від вогню, скільки від пожежної піни. На той момент у ВТЦ не було системи для гасіння пожежі.

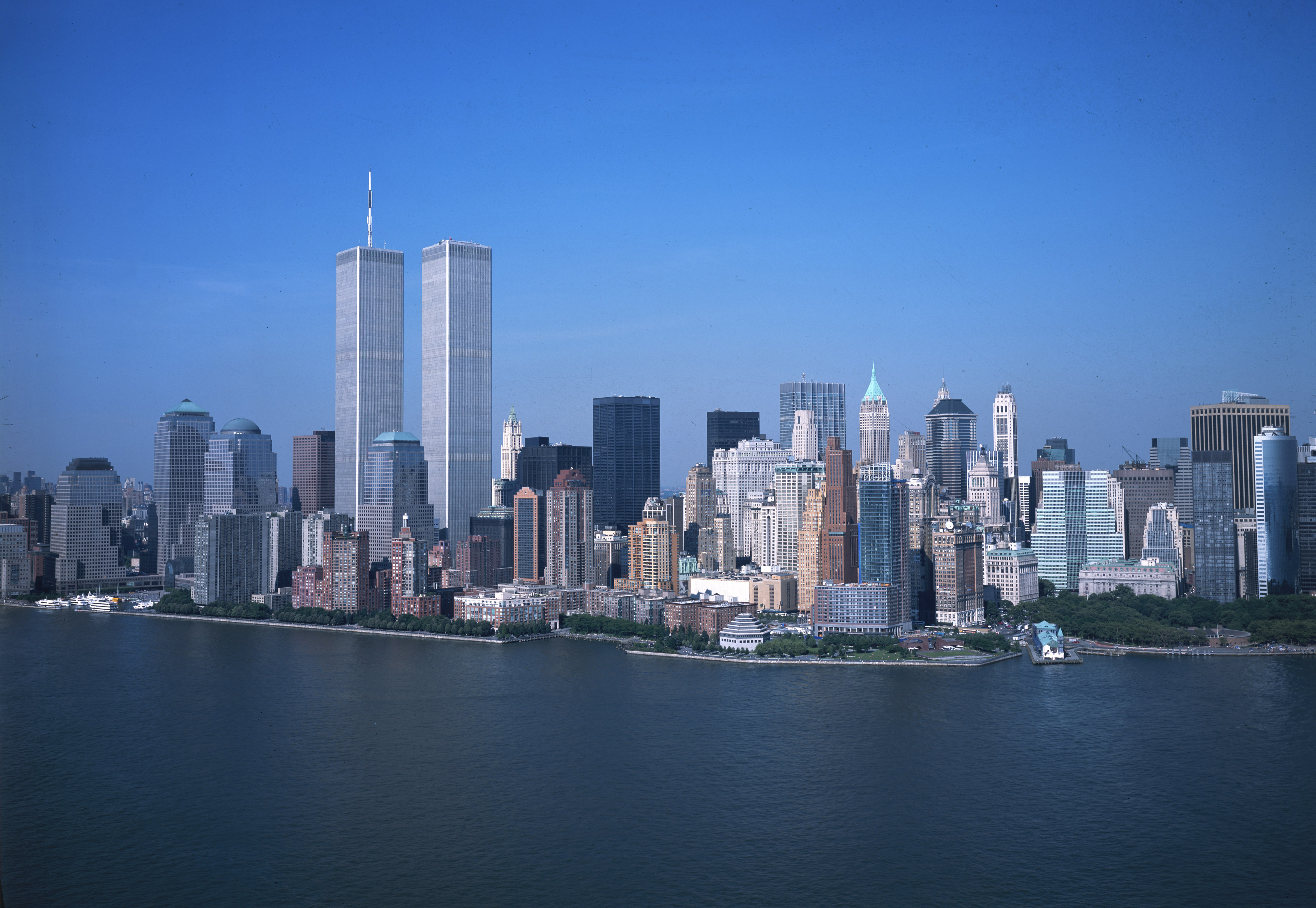
Twin Towers

### Терористичний акт 26 лютого 1993 року
26 лютого 1993 р. о 12:17 на територію ВТЦ заїхала вантажівка з 680 кг вибухівки, за кермом якої був Рамзі Юзеф. Вантажівка вибухнула в підземному гаражі Північної вежі. У результаті вибухової хвилі крізь п'ять підземних поверхів виникла дірка діаметром 30 м, що спричинила максимальну за всі часи шкоду рівням В1 і В2 та значний збиток рівню В3. Шість людей загинуло, 50 000 працівників та відвідувачів ВТЦ відчували проблеми з диханням через нестачу кисню на 110 поверхах вежі. Багатьом довелося спускатися сходами близько трьох годин, щоб врятуватись.
Юзеф втік до Пакистану відразу після вибуху, але його арештували в Ісламабаді в лютому 1995 р. Шейх Омар Абдел Раман у 1996 р. був звинувачений в участі в організації вибуху та інших змовах. Вони обидва були засуджені до довічного ув'язнення. За даними суду, основною метою змовників була дестабілізація Північної вежі, яка повинна була впасти та зруйнувати Південну вежу.
Після вибуху довелося відновлювати поверхи, які були зруйновані. Після теракту портова влада встановила фотолюмінесцентні покажчики на стінах, а система повідомлення про пожежу повинна була повністю замінитися.
У пам'ять про жертви було створено дзеркальну водойму з іменами загиблих внаслідок вибуху. В результаті теракту 11 вересня меморіал було зруйновано. Новий меморіал, загальний для жертв обох терактів з'явився в новому меморіальному комплексі, відкритому на місці колишнього Всесвітнього торгового центру.

### Подробиці теракту 11 вересня 2001р.

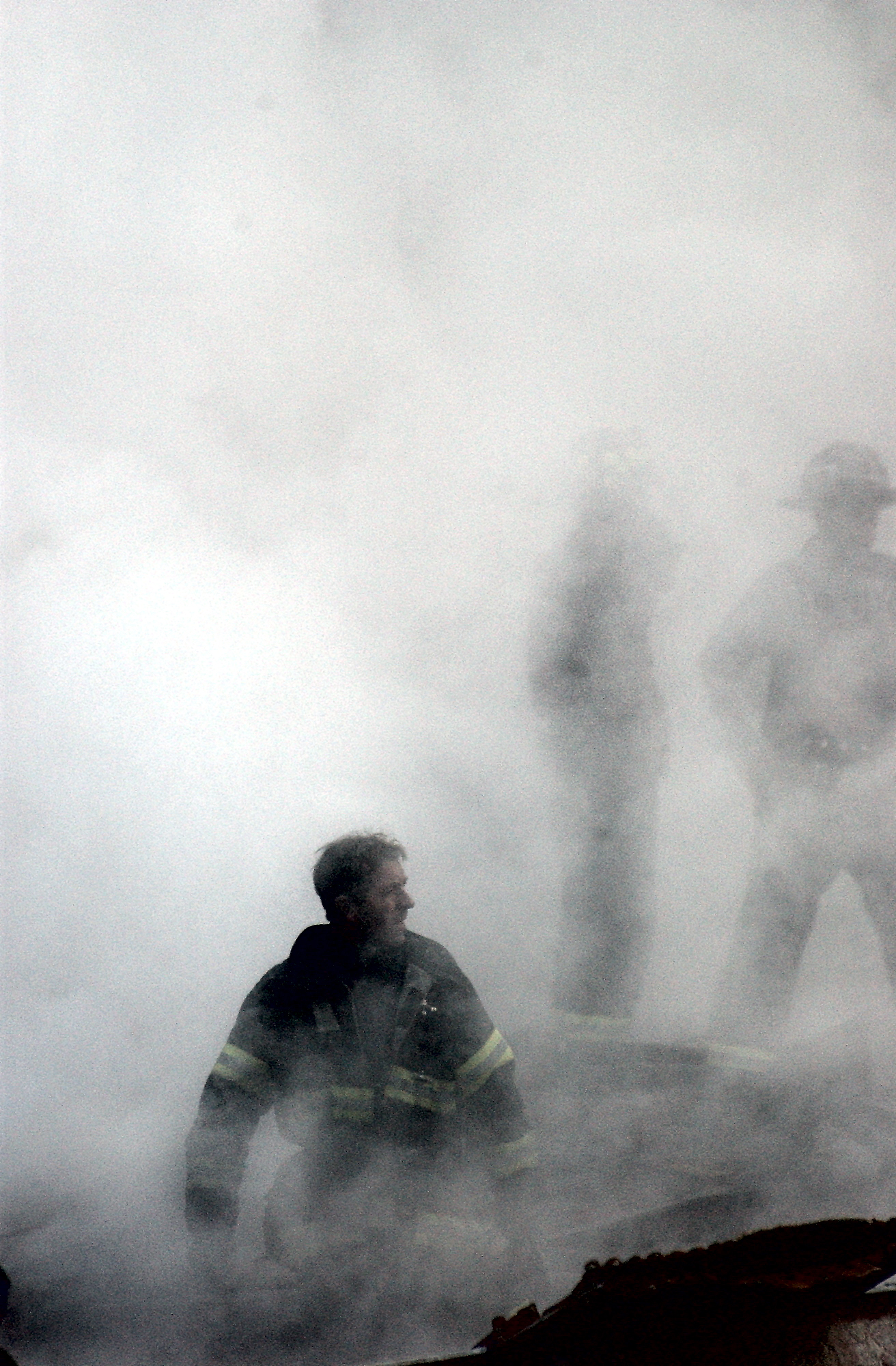
Порятунок людей під час теракту

11 вересня 2001 терористи захопили рейс авіакомпанії American Airlines і влаштували навмисне зіткнення його з Північною вежею о 8:46 (з боку північного фасаду, між 93 і 99 поверхами). Через сімнадцять хвилин друга група терористів врізалася на такому ж викраденому літаку рейсу 175 (United Airlines Flight 175) авіакомпанії United Airlines в Південну башту (поверхи 77-85). Внаслідок руйнувань, завданих Північній вежі корпусом літака, були повністю перекриті всі виходи з будівлі вище місця зіткнення, в результаті чого у пастці опинилися 1344 людини. Удар другого літака, на відміну від першого, припав ближче до кута хмарочоса, і один сходовий колодязь залишився неушкодженим. Однак небагатьом людям вдалося безперешкодно спуститися по ньому до моменту обвалення будівлі.
О 9:58 Південна вежа впала через пожежу, що пошкодила сталеві елементи конструкції, яка вже і без того була сильно пошкодженою.
О 10:28, після пожежі, що тривала 102 хвилини впала Північна вежа.
О 17:20 11 вересня 2001 розвалився східний пентхаус сьомого корпусу Всесвітнього торгового центру (ВТЦ-7), а о 17:21 було зруйновано всю будівлю через те, що стихійно виниклі пожежі повністю зруйнували її конструкцію. Третій корпус Всесвітнього торгового центру, готель Марріотт (ВТЦ-3) був зачеплений Вежами-близнюками, які падали. Три будівлі комплексу, що залишилися, серйозно постраждали від повалених уламків. Зрештою і вони були знесені, оскільки не підлягали відновленню.
Будівля Дойче банку на іншій стороні Ліберті-Стріт, навпроти комплексу Всесвітнього торгового центру, пізніше була визнана непридатною для перебування людей через високий вміст токсичних сполук у приміщеннях та зрештою була знесена.
Уже після теракту ЗМІ повідомили, що могли постраждати десятки тисяч людей, оскільки у звичний робочий час у комплексі могло знаходитися понад 50 000 осіб. Унаслідок теракту 9/11 були виписані 2752 свідоцтва про смерть. Також загинули 343 пожежники Нью-Йорк Сіті, 84 службовці Портового управління, а також 37 співробітників Департаменту поліції Портового управління і 23 офіцери Департаменту поліції Нью–Йорка. З усіх тих людей, які перебували у вежах у момент їх обвалення, врятованими були лише 20 осіб. Також, за даними влади, з вікон верхніх поверхів обох Веж-близнюків, які були охоплені пожежею і густим димом, викинулося 200 осіб. Один пожежник загинув, коли на нього викинувся чоловік.

## Новий комплекс
У 2002 почалося будівництво нового комплексу ВТЦ, а згодом почалось створення Меморіалу ВТЦ.
- 7 ВТЦ, спорудження з 2002 по 2007
- 1 ВТЦ, спорудження з 2006 по 2013
- 2 ВТЦ, спорудження з 2010 по 2015
- 3 ВТЦ, спорудження з 2013 по 2017